# Ciemna Wola
Ciemna Wola (niem. Dietrichswalde) – osada w Polsce położona w województwie warmińsko-mazurskim, w powiecie bartoszyckim, w gminie Bartoszyce. W latach 1975–1998 miejscowość administracyjnie należała do województwa olsztyńskiego.
Jest to dawny majątek szlachecki, który w 1889 r. obejmował 454 ha ziemi. 
W 1935 roku w tutejszej szkole pracował jeden nauczyciel a uczęszczało do niej 52 uczniów. W 1939 roku we wsi było 244 mieszkańców. 
Po 1945 r. majątek przekształcono w PGR. W 1983 r. było tu 8 domów (27 mieszkań) ze 117 osobami. Ulice były w tym czasie już oświetlone.